# 소피 (음악가)
소피(SOPHIE, 1986년 9월 17일 ~ 2021년 1월 30일)는 스코틀랜드의 싱어송라이터, 음반 프로듀서, DJ이다.
2021년 1월 30일, 그리스 아테네에서 갑작스러운 사고로 사망했다. 향년 34세.

## 음반 목록

### 정규 음반
- Oil of Every Pearl's Un-Insides (2018)

### 컴필레이션 앨범
- Product (2015)